# Albion (hrabstwo Trempealeau)
Albion – miasto w Stanach Zjednoczonych, w stanie Wisconsin, w hrabstwie Trempealeau.